# Боромля (пам'ятка природи)
Урочище Боро́мля (місц. Бури́вня) — зоологічна пам'ятка природи загальнодержавного значення в Україні. Розташована на півночі Конотопського району Сумської області, на північний захід від села Хижки.
Площа 55 га. Статус — з 1975 року. Перебуває у віданні Конотопського лісгоспу (Новомутинське л-во, кв. 102, діл. 1-9, 11-12, кв. 103, діл. 1-8, 12).
Охороняється унікальне урочище на лівому березі річки Сейму. Заповідна територія з півдня обмежена старицею за назвою Старий Сейм; під час повені стає островом. У межах урочища — 6 озер площею від 0,3 до 3,3 га, а також лісовий масив. Береги водойм вкриті чагарниками та осокою. Ростуть 400—500-літні дуби, є клени, липи та інші породи дерев. Багата лучна і болотна рослинність.
Входить до складу Регіонального ландшафтного парку «Сеймський».

## Фауна
Особливу цінність мають колонії чаплі сірої і граків. На водоймах чимало водоболотних птахів, у лісі гніздяться шпаки, горлиці, сойки, дрозди, дятли, горобині. Водяться сарна європейська, свиня дика, бобер європейський, заєць сірий, куниця лісова, борсук, видра річкова, лисиця руда, трапляються лосі.
Трапляються види тварин, занесені до Червоної книги України та додатків міжнародних природоохоронних конвенцій, зокрема лелека чорний, змієїд, балобан, підорлик малий, сорокопуд сірий, горностай, джміль моховий, деркач та ін.

## Історичні факти
Під час Другої світової війни, коли територія була під німецькою окупацією, багатовікові дуби в урочищі пилялися для вивозу в Німеччину, але чи довезли їх туди, невідомо.